# 대일초등학교
대일초등학교는 대한민국 경기도 성남시 중원구에 있는 공립 초등학교이다.

## 학교 연혁
- 1988. 12. 27 대일국민학교 설립 인가
- 1991. 03. 01 대일국민학교 58학급 편성
- 1992. 02. 14 제1회 졸업식
- 1992. 03. 01 대일국민학교 병설유치원 개원
- 1996. 03. 01 대일초등학교로 개칭
- 2007. 06. 19 도지정혁신연구학교 시범보고회
- 2011. 09. 01 제10대 김상욱 공모교장 취임
- 2012. 03. 01 창의경영학교 미래형 과학교실 운영(교육과학기술부 지정)
- 2012. 03. 01 팜스쿨(Farm school) 운영(한국농어촌공사 지정)
- 2013. 03. 01 영어교과특성화 학교 운영(경기도교육청 지정)
- 2013. 03. 01 도농교류 협력사업 운영(한국농어촌공사 지정)
- 2015. 02. 13 제24회 졸업식(총 6,761명)
- 2015. 03. 01 초등20학급, 유치원2학급, 특수2학급 편성
- 2015. 03. 01 Wee 클래스 운영(경기도교육청 지정)